# Hussein Abdelbagi
Hussein Abdelbagi Akol Agany (arabisch حسين عبد الباقي أكول أجاني, geboren in der Region Aweil, Provinz Northern Bahr el Ghazal, heute Südsudan) entstammt dem Volk der Malual-Dinka und ist ein langjähriger einflussreicher Politiker und seit Februar 2020 einer der fünf Vizepräsidenten der von Präsident Salva Kiir gebildeten Koalitionsregierung in der Republik Südsudan. Er ist somit der ranghöchste und einzige Muslim in einer derart hohen Position.
Hussein Abdelbagi Akol Agany ist Stellvertretender Vorsitzender der von Costello Garang Ring Lual geführten Südsudanesischen Patriotischen Bewegung (SSPM).

## Familiärer Hintergrund
Der Ende der 1960er Jahre geborene Abdelbagi war ein Sohn des politisch einflussreichen Malual-Dinka-Stammesführers Sultan Abdelbagi Akol (1928–2020), der unter anderem als spirituelles Oberhaupt der südsudanesischen Muslime galt. Zahlreiche Verwandte von Hussein Abdelbagi Akol Agany fungierten bzw. fungieren in politisch oder militärisch wichtigen Positionen. Einer seiner Halbbrüder, General Agany Abdelbagi Akol, war bis 2019 Stabschef der Südsudanesischen Patriotischen Armee (SSPA), die den militärischen Arm der Südsudanesischen Patriotischen Bewegung bildet. Einige putschähnliche Versuche von General Agany, Costello Garang Ring Lual als Vorsitzenden der SSPM und Oberbefehlshaber der SSPA abzulösen, scheiterten jedoch an der loyalen Einstellung der Mehrheit der SSPM/A-Mitglieder.

## Werdegang
Nach dem Besuch der Elementarschule in seiner Heimatregion Aweil, der Hauptstadt der Provinz Northern Bahr el Ghazal, studierte Abdelbagi nach eigenen Angaben u. a. Medienkommunikation und Finanzwesen an höheren Bildungseinrichtungen in Khartum (Comboni College) und Obeid (Institute for Islamic Studies). Der Studienzeit folgte eine langjährige Mitarbeit in der islamischen Missionsgesellschaft Dawat Islamiyya.
Bis zum Jahr 2000 war Hussein Abdelbagi Akol Agany ein aktives Mitglied der Nationalen Kongresspartei (NCP). Danach ging er in Opposition zur sudanesischen Regierung unter Präsident Umar al-Baschir und engagierte sich in der Südsudanesischen Patriotischen Bewegung (SSPM). Aufgrund seiner politischen Aktivitäten wurde Abdelbagi mehrfach zu Haftstrafen verurteilt.
Infolge des im Jahr 2002 zwischen der Sudanesischen Volksbefreiungsbewegung (SPLM) und der sudanesischen Regierung vereinbarten Machakos-Protokolls, das einen entscheidenden Beitrag zum Friedensprozess im Zweiten Sudanesischen Bürgerkrieg (1983–2005) leistete und schließlich zur Unabhängigkeit des Südsudans im Jahr 2011 führte, wurde Hussein Abdelbagi Akol Agany mit verschiedenen hochrangigen Positionen betraut. So bekleidete er ab 2005 das Amt des Ministers für Sonderaufgaben und Information in der Provinz Northern Bahr el Ghazal und war später für das Ressort Soziale Entwicklung verantwortlich.
Als Costello Garang Ring Lual im März 2016 die Südsudanesische Patriotische Bewegung (SSPM) gründete, gehörte Hussein Abdelbagi Akol Agany zu den Mitgründern der Organisation, deren Hochburg sich zwar in seiner hauptsächlich von Dinka bewohnten Heimatprovinz Northern Bahr el Ghazal befindet, sich jedoch ausdrücklich zu einer antitribalistischen, für alle Südsudanesen eintretenden Grundausrichtung nach dem Grundsatz von Gleichheit und Gleichberechtigung bekennt.
Als SSPM-Vertreter in der von mehreren Oppositionsgruppen gebildeten South Sudan Opposition Alliance (SSOA) setzte sich Abdelbagi für eine Stabilisierung der auch nach Beendigung des Südsudanesischen Bürgerkrieges (2013–2018) weiterhin prekären politischen Verhältnisse im Südsudan ein. Er unterstützte die Bestrebungen der SSOA, sich grundsätzlich zu Kompromissen und zur Zusammenarbeit mit der Regierung von Präsident Salva Kiir zu bekennen. Im Jahr 2019 wurde Abdelbagi zum Stellvertretenden Vorsitzenden der SSOA gewählt.
Als die SSOA Anfang 2020 mehrere Kandidaten für das Amt des Vizepräsidenten des Südsudans vorschlug, fiel die Wahl von Präsident Salva Kiir auf Hussein Abdelbagi Akol Agany, der am 23. Februar 2020 zu einem der insgesamt fünf Vizepräsidenten ernannt wurde. Er wurde damit der erste Muslim in dieser hohen Position. Am 10. Februar 2025 wurde er zusammen mit einem weiteren Vizepräsidenten, James Wani Igga, von Präsident Kiir entlassen. Zugleich wurde er zum Agrarminister ernannt und löste damit Josephine Joseph Lagu ab, die wenige Tage später zur Vizepräsidentin ernannt wurde.